# Населення Японії
Населення Японії. Чисельність населення країни станом на 2024 рік становить 125, 950 млн. осіб. Чисельність населення країни 2015 року становила 126,919 млн осіб (11-те місце у світі). Чисельність японців стабілізувалась і незначно зменшується, народжуваність 2015 року становила 7,93 ‰ (222-ге місце у світі), смертність — 9,51 ‰ (54-те місце у світі), природний приріст — -0,16 % (212-те місце у світі) . 

## Історія
У середині XVIII століття населення Японії становило близько 30 млн осіб. Воно почало зростати після індустріалізації на межі XIX-XX століть. Так, 1891 року в країні мешкало 40 млн, а 1912 року — 50 млн осіб. Після Другої світової війни річні темпи зростання населення становили 1,26 %. Завдяки цьому 1967 року число мешканців Японського архіпелагу перетнуло позначку в 100 млн осіб. З другої половини 1970-х років темпи народжуваності зменшилися. За даними перепису 2000 року в Японії мешкало 126 925 840 осіб, а середній відсоток зростання населення протягом 1995-2000 років становив 1,1 %.

## Природний рух

### Відтворення

Народжуваність і смертність
Вісь ординат: кількість (10 тис.); вісь абсцис: рік.

Народжуваність у Японії, станом на 2015 рік, дорівнює 7,93 ‰ (222-ге місце у світі). Коефіцієнт потенційної народжуваності 2015 року становив 1,4 дитини на одну жінку (211-те місце у світі). Рівень застосування контрацепції 54,3 % (станом на 2005 рік). Середній вік матері при народженні першої дитини становив 30,3 року (оцінка на 2012 рік).
Смертність у Японії 2015 року становила 9,51 ‰ (54-те місце у світі).
Природний приріст населення в країні 2015 року був негативним і становив -0,16 % (депопуляція) (212-те місце у світі).
Очікується, що за наявних темпів зростання населення, кількість японців 2050 року зменшиться до 100 млн, а 2100 року — до 64 млн. Такі прогнози є загрозою для японської економіки. 
Закордонні фахівці пропонують вирішити проблеми старіння та низької народжуваності прийняттям іммігрантів. Проте останні здобули собі погану славу в японському соціумі через незнання японських звичаїв і часті злочини (більше половини злочинів у країні скоєні вихідцями з КНР).
Смертність в Японії перевищує народжуваність вже понад 10 років. 2022 рік та 2023 роки показали найнижчі темпи народжуваності. Таким чином японське населення за 2023 рік скоротилось більше ніж на 800 тис. людей.

### Вікова структура

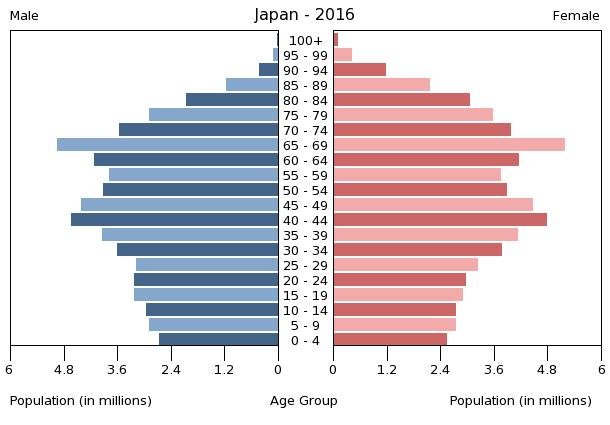
Віково-статева піраміда населення Японії, 2015 рік

Японія має найвищі показники у світі за тривалістю життя, однак японське суспільство також належить до тих, що прискорено старіють. Середній вік населення Японії становить 46,9 року (2-ге місце у світі): для чоловіків — 45,6, для жінок — 48,3 року. Очікувана середня тривалість життя 2015 року становила 84,74 року (2-ге місце у світі), для чоловіків — 81,4 року, для жінок — 88,26 року. Населення працездатного віку становить близько 60 % (станом на 2018 рік).
Вікова структура населення Японії, станом на 2015 рік, має такий вигляд:
- діти віком до 14 років — 12,8 % (8 582 648 чоловіків, 8 051 706 жінок);
- молодь віком 15—24 роки — 9,68 % (6 436 948 чоловіків, 5 846 808 жінок);
- дорослі віком 25—54 роки — 37,87 % (23 764 421 чоловік, 24 297 773 жінки);
- особи передпохилого віку (55—64 роки) — 12,76 % (8 104 835 чоловіків, 8 084 317 жінок);
- особи похилого віку (65 років і старіші) — 27,9 % (14 693 811 чоловіків, 19 056 391 жінки)[2].

Динаміка віково-статевої структури населення Японських островів.

### Шлюбність— розлучуваність
Кількість шлюбів у Японії у 2024 році найменша за останні 90 років. 2023 року кількість весіль була на рівні 489 тис., що на 30 тис. менше ніж 2022 року. Коефіцієнт шлюбності, тобто кількість шлюбів на 1 тис. осіб за календарний рік, дорівнює 5,5; коефіцієнт розлучуваності — 2,0; індекс розлучуваності, тобто відношення шлюбів до розлучень за календарний рік — 36 (дані за 2010 рік). Середній вік, коли чоловіки беруть перший шлюб дорівнює 30,9 року, жінки — 29,3 року, загалом — 29,7 року (дані за 2014 рік).

## Розселення

Густота населення за префектурою, 2009 рік

Густота населення країни 2015 року становила 347,2 особи/км² (40-ве місце у світі).

### Урбанізація
Японія надзвичайно урбанізована країна. Рівень урбанізованості становить 93,5 % населення країни (станом на 2015 рік), темпи зростання частки міського населення — 0,56 % (оцінка тренду за 2010—2015 роки).
Головні міські агломерації держави: Токіо (столиця) — 38,001 млн осіб, Осака — Кобе — 20,238 млн осіб, Нагоя — 9,406 млн осіб, Кітакюсю — Фукуока — 5,51 млн осіб, Сідзуока — Хамамацу — 3,369 млн осіб, Саппоро — 2,571 млн осіб (дані за 2015 рік).

### Міграції
Річний рівень еміграції 2015 року становив 0 ‰ (93-тє місце у світі). Цей показник не враховує різниці між законними і незаконними мігрантами, між біженцями, трудовими мігрантами та іншими.

#### Біженці й вимушені переселенці
У країні мешкає 603 особи без громадянства.
Японія є членом Міжнародної організації з міграції (IOM).

## Расово-етнічний склад
| Етнічний склад (2015 рік) | Етнічний склад (2015 рік) | Етнічний склад (2015 рік) | Етнічний склад (2015 рік) | Етнічний склад (2015 рік) |
| ------------------------- | ------------------------- | ------------------------- | ------------------------- | ------------------------- |
| Етнос:                    |                           |                           | Відсоток:                 |                           |
| японці                    | японці                    |                           | 98.5%                     | 98.5%                     |
| корейці                   | корейці                   |                           | 0.5%                      | 0.5%                      |
| китайці                   | китайці                   |                           | 0.4%                      | 0.4%                      |
| інші                      | інші                      |                           | 0.6%                      | 0.6%                      |

Головні етноси країни: японці — 98,5 %, корейці — 0,5 %, китайці — 0,4 %, інші — 0,6 % населення. Населення Японії монокультурна та гомогенна спільнота, яка називає себе японцями (日本人 — ніпподзін). Вони становлять 99 % населення. Решта — представники корейської діаспори та іноземні робітники (переважно з країн Азії). Крім цього в Японії проживають тубільні мешканці островів — айни і рюкюсці. Існує також невелика соціальна група так званих буракумінів (общинників), які історично виокремилися з японського соціуму в окрему «касту» через виробничі особливості (кожум'яцтво, утилізацію померлих тварин тощо). Близько 230 тис. бразильців у 1990-х роках мігрували до Японії для роботи на промислових підприємствах, частина з них повернулась додому (дані за 2004 рік).

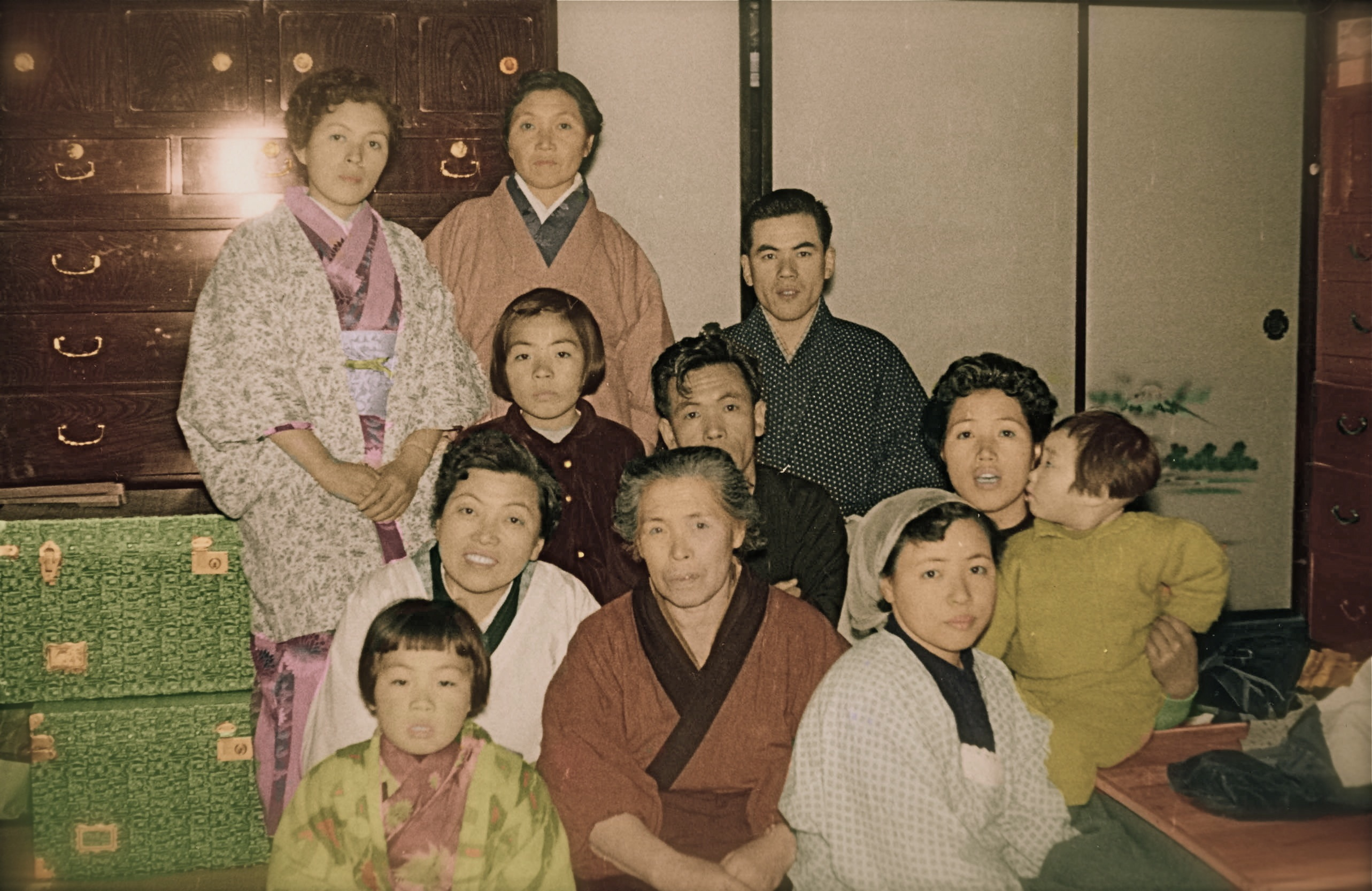
Родина Хосакава, 1957 рік

## Мови
| Мови Японії (2015 рік) | Мови Японії (2015 рік) | Мови Японії (2015 рік) | Мови Японії (2015 рік) | Мови Японії (2015 рік) |
| ---------------------- | ---------------------- | ---------------------- | ---------------------- | ---------------------- |
| Мова:                  |                        |                        | Відсоток:              |                        |
| японська               | японська               |                        | 100%                   | 100%                   |

Офіційна мова: японська.

## Релігії
| Релігії в Японії (2015 рік) | Релігії в Японії (2015 рік) | Релігії в Японії (2015 рік) | Релігії в Японії (2015 рік) | Релігії в Японії (2015 рік) |
| --------------------------- | --------------------------- | --------------------------- | --------------------------- | --------------------------- |
| Віросповідання:             |                             |                             | Відсоток:                   |                             |
| синтоїсти                   | синтоїсти                   |                             | 79.2%                       | 79.2%                       |
| буддисти                    | буддисти                    |                             | 66.8%                       | 66.8%                       |
| християни                   | християни                   |                             | 1.5%                        | 1.5%                        |
| інші                        | інші                        |                             | 7.1%                        | 7.1%                        |

Головні релігії й вірування, які сповідує, і конфесії та церковні організації, до яких відносить себе населення країни: синтоїзм — 79,2 %, буддизм — 66,8 %, християнство — 1,5 %, інші — 7,1 % (станом на 2012 рік). Більшість населення держави поєднує практики синтоїзму і буддизму.

## Освіта
Рівень письменності 2015 року становив 99 % дорослого населення (віком від 15 років): 99 % — серед чоловіків, 99 % — серед жінок.
Державні витрати на освіту становлять 3,8 % ВВП країни, станом на 2014 рік (115-те місце у світі). Середня тривалість освіти становить 15 років, для хлопців — до 15 років, для дівчат — до 15 років (станом на 2013 рік).

## Охорона здоров'я
Забезпеченість лікарями в країні на рівні 2,3 лікаря на 1000 мешканців (станом на 2010 рік). Забезпеченість лікарняними ліжками в стаціонарах — 13,7 ліжка на 1000 мешканців (станом на 2009 рік). Загальні витрати на охорону здоров'я 2014 року становили 10,2 % ВВП країни (22-ге місце у світі).
Смертність немовлят до 1 року, станом на 2015 рік, становила 2,08 ‰ (222-ге місце у світі); хлопчиків — 2,31 ‰, дівчаток — 1,84 ‰. Рівень материнської смертності 2015 року становив 5 випадків на 100 тис. народжень (176-те місце у світі).
Японія входить до складу ряду міжнародних організацій: Міжнародного руху (ICRM) і Міжнародної федерації товариств Червоного Хреста і Червоного Півмісяця (IFRCS), Дитячого фонду ООН (UNISEF), Всесвітньої організації охорони здоров'я (WHO).

### Захворювання
Кількість хворих на СНІД невідома, дані про відсоток інфікованого населення в репродуктивному віці 15-49 років відсутні. Дані про кількість смертей від цієї хвороби за 2014 рік відсутні.
Частка дорослого населення з високим індексом маси тіла 2014 року становила 3,5 % (157-ме місце у світі); частка дітей віком до 5 років зі зниженою масою тіла становила 3,4 % (оцінка на 2010 рік). Ця статистика показує як власне стан харчування, так і наявну/гіпотетичну поширеність різних захворювань.

### Наркотики

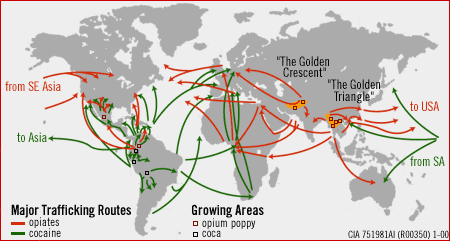
Світові маршрути наркотрафіку

### Санітарія
Доступ до облаштованих джерел питної води 2015 року мало 100 % населення в містах і 100 % в сільській місцевості; загалом 100 % населення країни. Відсоток забезпеченості населення доступом до облаштованого водовідведення (каналізація, септик): в містах — 100 %, в сільській місцевості — 100 %, загалом по країні — 100 % (станом на 2015 рік). Споживання прісної води, станом на 2007 рік, дорівнює 90,04 км³ на рік, або 714,3 тонни на одного мешканця на рік: з яких 20 % припадає на побутові, 18 % — на промислові, 62 % — на сільськогосподарські потреби.

## Соціально-економічне становище
Співвідношення осіб, що в економічному плані залежать від інших, до осіб працездатного віку (15—64 роки) загалом становить 64,5 % (станом на 2015 рік): частка дітей — 21,1 %; частка осіб похилого віку — 43,3 %, або 2,3 потенційно працездатного на 1 пенсіонера. Загалом дані показники характеризують рівень затребуваності державної допомоги в секторах освіти, охорони здоров'я і пенсійного забезпечення, відповідно. За межею бідності 2013 року перебувало 16,1 % населення країни. Розподіл доходів домогосподарств в країні має такий вигляд: нижній дециль — 2,7 %, верхній дециль — 24,8 % (станом на 2008 рік).
Станом на 2016 рік, уся країна була електрифікована, усе населення країни мало доступ до електромереж. Рівень проникнення інтернет-технологій надзвичайно високий. Станом на липень 2015 року в країні налічувалось 118,45 млн унікальних інтернет-користувачів (5-те місце у світі), що становило 93,3 % загальної кількості населення країни.

### Трудові ресурси
Загальні трудові ресурси 2015 року становили 64,32 млн осіб (9-те місце у світі). Зайнятість економічно активного населення у господарстві країни розподіляється таким чином: аграрне, лісове і рибне господарства — 2,9 %; промисловість і будівництво — 26,2 %; сфера послуг — 70,9 % (станом на 2015 рік). Безробіття 2015 року дорівнювало 3,3 % працездатного населення, 2014 року — 3,6 % (27-ме місце у світі); серед молоді у віці 15—24 років ця частка становила 5,9 %, серед юнаків — 6,4 %, серед дівчат — 5,4 % (114-те місце у світі).

## Кримінал

### Торгівля людьми
Згідно зі щорічною доповіддю про торгівлю людьми (англ. Trafficking in Persons Report) Управління з моніторингу та боротьби з торгівлею людьми Державного департаменту США, уряд Японії докладає значних зусиль в боротьбі з явищем примусової праці, сексуальної експлуатації, незаконною торгівлею внутрішніми органами, але законодавство відповідає мінімальним вимогам американського закону 2000 року щодо захисту жертв (англ. Trafficking Victims Protection Act’s) не повною мірою, країна знаходиться у списку другого рівня.

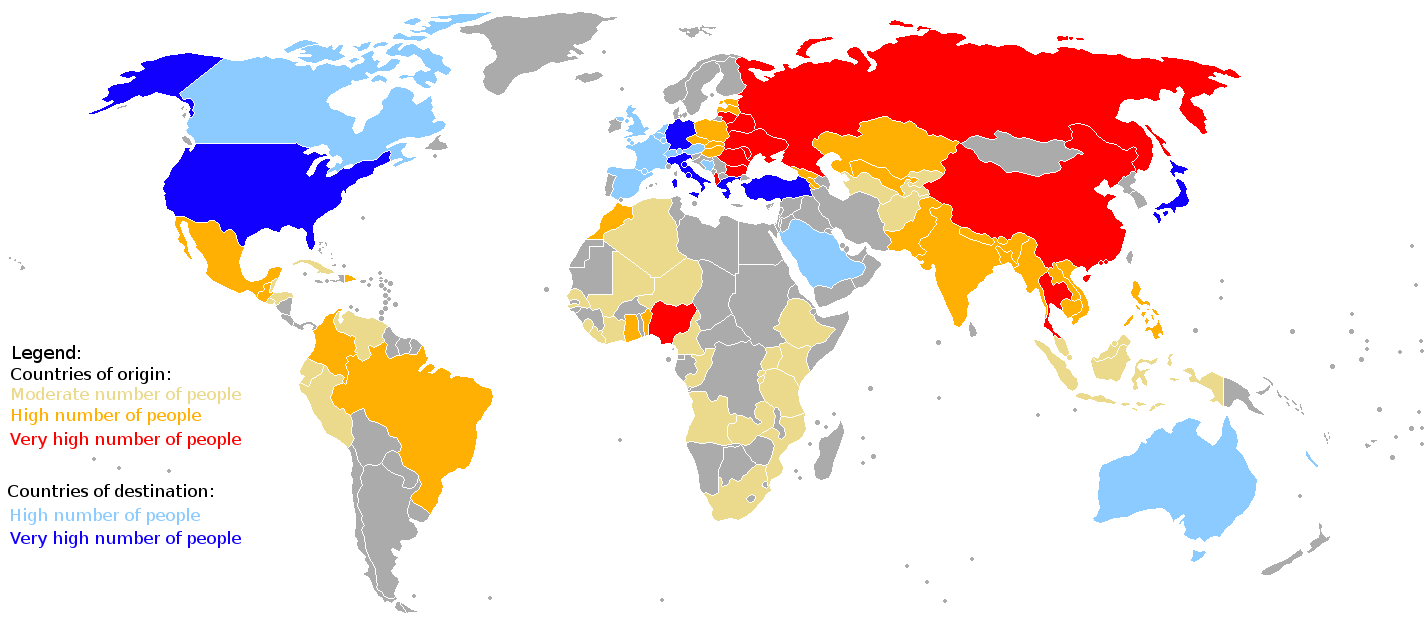
Країни-донори (червоний) і країни-реципієнти кримінальних потоків  (англ.)
Глобальна боротьба з торгівлею людьми (англ.)

## Гендерний стан
Статеве співвідношення (оцінка 2015 року):
- при народженні — 1,06 особи чоловічої статі на 1 особу жіночої;
- у віці до 14 років — 1,07 особи чоловічої статі на 1 особу жіночої;
- у віці 15—24 років — 1,1 особи чоловічої статі на 1 особу жіночої;
- у віці 25—54 років — 0,98 особи чоловічої статі на 1 особу жіночої;
- у віці 55—64 років — 1 особи чоловічої статі на 1 особу жіночої;
- у віці за 64 роки — 0,77 особи чоловічої статі на 1 особу жіночої;
- загалом — 0,94 особи чоловічої статі на 1 особу жіночої[2].

## Демографічні дослідження
Демографічні дослідження в країні ведуться рядом державних і наукових установ:
- Статистичне бюро Міністерства внутрішніх справ і комунікацій.

### Переписи
Динаміка зростання населення Японії, за даними переписів населення Служба статистики Японії на 1 жовтня 1920–2005 років.

1. Площа районів островів Мінамі-Торі з групи Оґасавара і Торісіми з групи Рюкю не вказана в таблиці в проміжку між 1920 і 1940 роками.
2. Підрахунок населення впродовж 1945—2005 років включає лише населення територій, які підлягали перепису.
3. Дані про населення Окінави на 1947 через окупацію США і неможливість проведення перепису.
4. Дані зростання населення Японії між 1940 і 1950 роками подані без урахування населення Окінави.

| Рік  | Чисельність населення | Зростання | Зростання % | Площа (км²) | Густота (осіб/км²) |
| ---- | --------------------- | --------- | ----------- | ----------- | ------------------ |
| 1920 | 55 963 053            | —         | —           | 381 808,04  | 147                |
| 1925 | 59 736 822            | 3 773 769 | 6,7 %       | 381 810,06  | 156                |
| 1930 | 64 450 005            | 4 713 183 | 7,9 %       | 382 264,91  | 169                |
| 1935 | 69 254 148            | 4 804 143 | 7,5 %       | 382 545,42  | 181                |
| 1940 | 73 114 308            | 3 860 160 | 5,6 %       | 382 545,42  | 191                |
| 1945 | 71 998 104            | −541 625  | -0,7 %      | 377 298,15  | 195                |
| 1947 | 78 101 473            | 6 103 369 | 8,5 %       | 377 298,15  | 212                |
| 1950 | 84 114 574            | 5 098 164 | 6,5 %       | 377 099,08  | 226                |
| 1955 | 90 076 594            | 5 962 020 | 7,1 %       | 377 151,09  | 242                |
| 1960 | 94 301 623            | 4 225 029 | 4,7 %       | 377 151,09  | 253                |
| 1965 | 99 209 137            | 4 907 514 | 5,2 %       | 377 267,18  | 267                |
| 1970 | 104 665 171           | 5 456 034 | 5,5 %       | 377 308,69  | 281                |
| 1975 | 111 939 643           | 7 274 472 | 7,0 %       | 377 534,99  | 300                |
| 1980 | 117 060 396           | 5 120 753 | 4,6 %       | 377 708,09  | 314                |
| 1985 | 121 048 923           | 3 988 527 | 3,4 %       | 377 801,14  | 325                |
| 1990 | 123 611 167           | 2 562 244 | 2,1 %       | 377 737,11  | 332                |
| 1995 | 125 570 246           | 1 959 079 | 1,6 %       | 377 829,41  | 337                |
| 2000 | 126 925 843           | 1 355 597 | 1,1 %       | 377 873,06  | 340                |
| 2005 | 127 767 994           | 842 151   | 0,7 %       | 377 914,78  | 343                |

### Українською
- Атлас. 10-11 клас. Економічна і соціальна географія світу / упорядники :  О. Я. Скуратович, Н. І. Чанцева. — К. : ДНВП «Картографія», 2010. — ISBN 978-966-475-639-3.
- Атлас світу / голов. ред. І. С. Руденко ; зав. ред. В. В. Радченко ; відп. ред. О. В. Вакуленко. — К. : ДНВП «Картографія», 2005. — 336 с. — ISBN 9666315467.
- Безуглий В. В. Економічна і соціальна географія зарубіжних країн : Навчальний посібник. — К. : ВЦ «Академія», 2007. — 704 с. — ISBN 978-966-580-239-6.
- Безуглий В. В., Козинець С. В. Регіональна економічна і соціальна географія світу : Навчальний посібник. — видання 2-ге, доп., перероб. — К. : ВЦ «Академія», 2007. — 688 с. — ISBN 966-580-144-9.
- Головченко В. І., Кравчук О. Країнознавство: Азія, Африка, Латинська Америка, Австралія і Океанія. — К., 2006. — 335 с. — ISBN 966-8939-04-2.
- Гудзеляк І. І. Географія населення: Навчальний посібник / І. Гудзеляк. — Л. : Видавничий центр ЛНУ імені Івана Франка, 2008. — 232 с. — ISBN 978-966-613-599-8.
- Дахно І. І. Країни світу: Енциклопедичний довідник / І. І. Дахно, С. М. Тимофієв. — К. : Мапа, 2011. — 606 с. — (Бібліотека нового українця) — ISBN 978-966-8804-23-6.
- Дахно І. І. Економічна географія зарубіжних країн : навчальний посібник. — К. : Центр учбової літератури, 2014. — 319 с. — ISBN 978-611-01-0682-5.
- Джаман В. О. Регіональні системи розселення: демографічні аспекти. — Чернівці : Рута, 2003. — 392 с. — ISBN 9665685988.
- Дорошенко Л. С. Демографія: Навчальний посібник. — К. : МАУП, 2005. — 112 с. — ISBN 966-608-442-2.
- Дубович І. А. Країнознавчий словник-довідник. — 5-те вид., перероб. і доп. — К. : Знання, 2008. — 839 с. — ISBN 978-966-346-330-8.
- Економічна і соціальна географія країн світу. Навчальний посібник / За ред. Кузика С. П. — Л. : Світ, 2002. — 672 с. — ISBN 966-603-178-7.
- Загальна медична географія світу / В. О. Шевченко [та ін.] — К. : [б.в.], 1998. — 178 с.
- Ігнатьєв П. М. Країнознавство: Країни Азії. — Ч. : Книги-XXI, 2004. — 383 с. — ISBN 966-8029-53-4.
- Книш М. М., Мамчур О. І. Регіональна економічна і соціальна географія світу (Латинська Америка та Карибські країни, Африка, Азія, Океанія) : навч. посіб. — Л. : ЛНУ ім. Івана Франка, 2013. — 368 с. — ISBN 978-617-10-0007-0.
- Крисаченко В. С. Динаміка населення: Популяційні, етнічні та глобальні виміри. — К. : Видавництво Національного інституту стратегічних досліджень, 2005. — 368 с. — ISBN 966-554-083-1.
- Любіцева О. О., Мезенцев К. В., Павлов С. В. Географія релігій. — К. : АртЕК, 1999. — 504 с. — ISBN 966-505-006-0.
- Масляк П. О. Країнознавство. — К. : Знання, 2007. — 292 с. — (Вища освіта XXI століття)
- Масляк П. О., Дахно І. І. Економічна і соціальна географія світу / П. О. Масляк, І. І. Дахно ; за ред. П. О. Масляка. — К. : Вежа, 2003. — 280 с. — ISBN 966-7091-53-8.
- Рубель В. А. Японська цивілізація: традиційне суспільство і державність. — К. : «Аквілон-Прес», 1997. — 256 с. — ISBN 966-7209-05-9.
- Рубель В. А. Історія середньовічного Сходу: Курс лекцій: Навч. посібник. — К. : Либідь, 1997. — 462 с. — ISBN 5-325-00775-0.
- Рубель В. А. Нова історія Азії та Африки: Постсередньовічний Схід (XVIII — друга половина XIX ст.). — К. : Либідь, 2007. — 560 с. — ISBN 966-06-0459-9

### Російською
- (рос.) Япония // Демографический энциклопедический словарь / главн. ред. Валентей Д. И. — М. : Советская энциклопедия, 1985. — 608 с.
- (рос.) Япония // Страны и народы. Зарубежная Азия. Восточная и Центральная Азия / Редкол. : М. И. Сладковский (отв. ред.) и др. — М. : «Мысль», 1982. — 284 с. — (Страны и народы) — 180 тис. прим.
- (рос.) Атлас народов мира / Отв. ред. С. И. Брук и В. С. Апенченко. — М. : ГУГК ГГК СССР и Институт этнографии им. Н. Н. Миклухо-Маклая АН СССР, 1964. — 185 с. — 20 тис. прим.
- (рос.) Численность и расселение народов мира. Этнографические очерки / под ред. С. И. Брука. — М. : Издательство АН СССР, 1962. — 487 с.
- (рос.) Лаппо Г. М. География городов: Учебное пособие для географических факультетов вузов. — М. : Туманит, изд. центр ВЛАДОС, 1997. — 476 с. — ISBN 5-691-00047-0.
- (рос.) Ягельский А. География населения. — М. : Прогресс, 1980. — 383 с.